# Kamil Husajn
Kamil Mahmud Husajn Balba, Kamel Mahmoud Housin Balba (ar. كامل محمود حسين بلبع, Kāmil Maḥmūd Ḥusayn Balbaʿ; ur. 24 stycznia 1932) – egipski zapaśnik walczący w obu stylach. Olimpijczyk z Helsinek 1952, gdzie odpadł w eliminacjach w kategorii 67 kg w stylu klasycznym.
Mistrz igrzysk śródziemnomorskich w 1951 i trzeci w 1959.
- Turniej w Helsinkach 1952

Pokonał Luksemburczyka Metty Scheitlera i Ericha Schmidta z Protektoratu Saary a przegrał z Węgrem Gyulą Tarrem.